# Lemahmulya
Lemahmulya is een bestuurslaag in het regentschap Karawang van de provincie West-Java, Indonesië. Lemahmulya telt 5828 inwoners (volkstelling 2010).